# Tim Ripper Owens

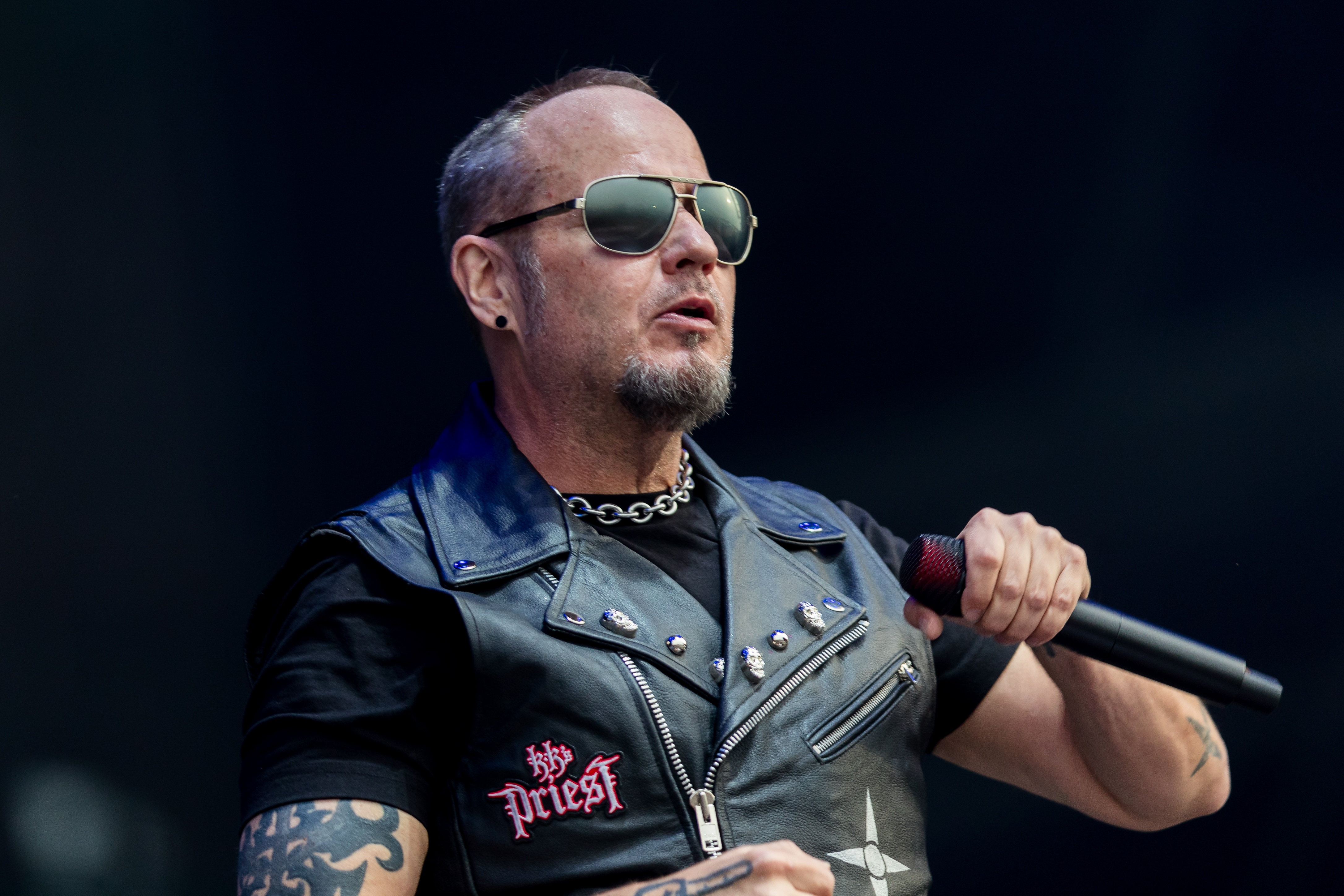
Tim „Ripper“ Owens (2024)

Tim „Ripper“ Owens (* 13. September 1967 in Akron, Ohio) ist ein US-amerikanischer Heavy-Metal-Sänger.

## Werdegang
Owens begann seine Karriere bei der Judas-Priest-Coverband „British Steel“ und sang auch bei Brainicide und Winters Bane. Im Jahr 1997 übernahm er die Position des Sängers bei Judas Priest.
Nachdem 2003 der ursprüngliche Sänger Rob Halford zurückgekehrt war, wechselte Owens zu Iced Earth, deren langjähriger Sänger Matt Barlow die Band kurz zuvor verlassen hatte. Daneben gründete er seine eigene Band Beyond Fear.
Am 11. Dezember 2007 gab Jon Schaffer bekannt, dass Barlow als Sänger bei Iced Earth zurückkehren wird und Owens somit die Band verlässt. Ende Februar 2008 wurde er als neuer Sänger von Yngwie Malmsteen vorgestellt. Im Jahr 2009 gründete er eine „All-Star“-Band mit dem Namen Charred Walls of the Damned. 2011 wurde er Sänger der Dio Disciples.
Seit 2019 ist Owens Sänger bei KK’s Priest, einem Projekt des ehemaligen Judas-Priest-Gitarristen K.K. Downing.

## Veröffentlichungen

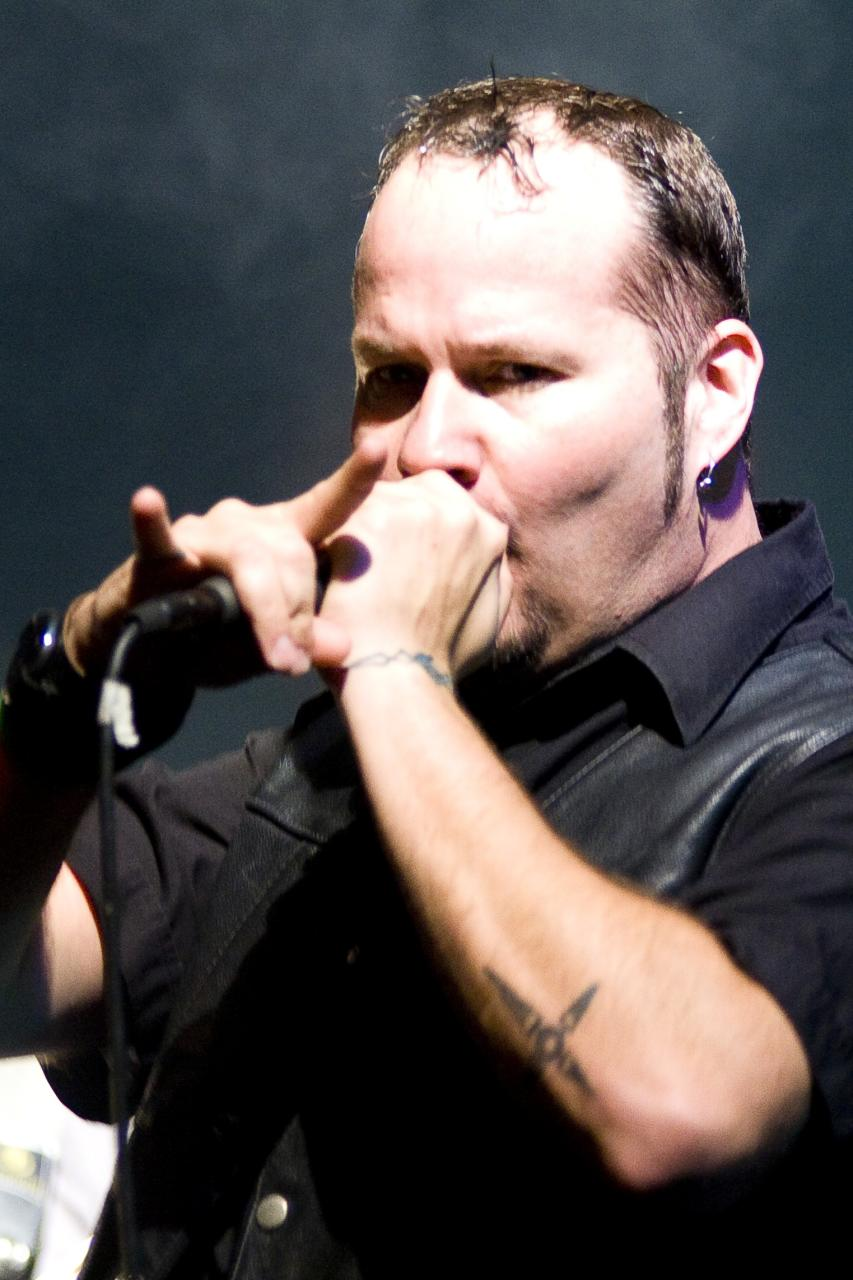
Tim Owens (2009)

### Mit Winters Bane
- Heart of a Killer (1993)

### Mit Judas Priest
- Jugulator (1997)
- Bullet Train (EP, 1997)
- ’98 Live Meltdown (1998)
- Demolition (2001)
- Machine Man (EP, 2001)
- Live in London (CD & DVD, 2003)

### Mit Iced Earth
- The Reckoning (EP, 2003)
- The Glorious Burden (2004)
- Gettysburg – 1863 (DVD, 2005)
- The Overture of the Wicked (EP, 2007)
- Framing Armageddon (Something Wicked Pt.I) (2007)

### Mit Beyond Fear
- Demo (2005)
- Beyond Fear (2006)

### Mit Yngwie Malmsteen’s Rising Force
- Perpetual Flame (2008)
- Relentless (2010)

### Solo
- Play My Game (2009)

### Mit Charred Walls of the Damned
- Charred Walls of the Damned (2010)
- Cold Winds on Timeless Days (2011)
- Creatures Watching Over the Dead (2016)

### Sonstige Veröffentlichungen
- Renegade Angel - Damnation (2021)
- Avantasia: The Wicked Symphony (2010)
- Spawn - Round 2 (production, 1998)
- Soulbender - Demo (2008)
- Ellefson, Bittner, Grigsby & Owens - Leave It Alone
- Roadrunner United - The Concert (DVD, live, 2008) - gesang an "Curse of the Pharaohs" by Mercyful Fate, "Abigail" by King Diamond, und "Allison Hell" by Annihilator
- We Wish You a Metal Xmas and a Headbanging New Year - gesang an "Santa Claus Is Back in Town" von Elvis Presley
- Memorain - Evolution (2011)
- Ralf Scheepers - Scheepers (2011) - gesang an "Remission of Sin"
- Desdemon - Through the Gates (2011) - gesang an "The Burning Martyr"
- Infinita Symphonia - A Mind's Chronicle (2011)
- Wolfpakk - Wolfpakk (2011) - gesang an "Wolfony"
- Absolute Power - Absolute Power (2011)
- SoulSpell - Hollow's Gathering (2012)
- T&N - Slave to the Empire (2012) - gesang an "Kiss of Death"
- Maegi - Skies Fall (2013)
- Marius Danielsen - The Legend of Valley Doom Part 1 (2014)
- SoulSpell - We Got the Right (Helloween 30 Years Tribute) (2015)
- Carthagods - Carthagods (2015) - gesang an"My Favourite Disguise"
- Operation: Mindcrime - Resurrection (2015) - gesang an "Taking on the World"
- Trick or Treat - Rabbits' Hill Pt. 2 - gesang an "They Must Die"
- Europica - Part One (2017) - gesang an "The Patriot" und "Unsounded Crosses"
- Metal Allegiance - Metal Allegiance (2016) - gesang an "We Rock"
- Trigger Pig - Sands of Time (Single, 2017) -
- Jano Baghoumian - "The End of Prance" (symphonic poem album, 2018)
- Tourniquet - Gazing at Medusa (album, 2018) -Lead Vocals auf allen außer dem Titeltrack
- Thousand Oxen Fury - Victory March (2020) - gesang an "Sink This Ship, Save My Soul"
- Tournique - Gethsemane, (single, 2020)
- Alogia (band) - Semendria (2020) - gesang an "Eternal Fight"
- Barry Kuzay - The Movers of the World (2021) - gesang an  "Wyatt's Torch"
- Offensive - Awenasa (2021) - gesang an "Blind Ambition"
- Leviathan Project - Sound of Galaxies (2021)
- Engineered Society Project - Digital Soldiers (2021)
- My Own Maker - The Save Word (2021)
- Pyramid - Validity (2021)
- Brainicide: Brutal Mentality (Demo, 1990)
- Debauchery: Bloodking (2021)